# Alpha-gal
Alpha-gal er et allergen der findes i kødprodukter fra pattedyr. Alpha-gal
er et disakkarid med flg. kemiske navne: Galaktobiose; 3-α-Galaktobiose; Gal(α1-3)Gal; alpha-D-Gal-(1→3)-D-Gal.
Bid fra skovflåten er nu blevet anset for at kunne medføre udvikling af kødallergi ved reaktion med alpha-gal.

## Kødallergi
Sygdommen kendes i Danmark, Sverige USA og Australien.
Der er siden årsskiftet 2013-2014 indført en blodprøvetest for  alphagal med nummer o215  efter adskillige påviste meget alvorlige tilfælde

## Eksterne links og henvisninger
1. ↑  "Flåter kan give dig kødallergi. Astma-Allergi Danmark". Arkiveret fra originalen 6. marts 2014. Hentet 6. marts 2014.
2. ↑  Svenske forskere: Flåtbid kan give kødallergi. Videnskab.dk

- Peter fik kødallergi af flåtbid. Astma-Allergi Danmark Arkiveret 6. marts 2014 hos  Wayback Machine
- Ny opdagelser viser, at bid fra flåter kan være skyld i, at du udvikler allergi over for kød. Dagens.dk